# 이종은 (1953년)
이종은(李鍾殷, 1953년 6월 26일, 경상남도 마산시 ~ )은 대한민국의 정치인이다. 제1·2대 서울특별시 노원구의원, 제6·7대 서울특별시의원이다.

## 학력
- 국민대학교 정치대학원 석사 졸업

### 비학위 수료
- 고려대학교 경영대학원 연구과정 수료
- 국민대학교 대학원 정치외교학과 박사과정 수료

## 경력
- 해군 ROTC 장교 전역
- 중등학교 교사
- 국제라이온스클럽 회원
- 상계8동 지역발전협의회 간사
- 상계8동 재향군인회 회장
- 상계8동 방위협의회 위원
- 상계8동 방범위원회 자문위원
- 상계8동 마을문고 고문
- 강북신문사 자문위원
- 노일중학교 육성회 감사
- 민주자유당 상계8동 협의회장
- 대호전자 대표
- 노원구 아파트제도 개선특별위원회 간사
- 민주평화통일자문위원회 자문위원
- 노원구 행정정보 공개심의위원회 위원
- 서울문화재단 이사
- 세종문화회관 이사
- 1995.07 ~ 1998.06 제2대 서울특별시 노원구의회 의원
- 1995.07 ~ 1996.12 제2대 서울특별시 노원구의회 전반기 행정위원회 간사
- 1997.01 ~ 1998.06 제2대 서울특별시 노원구의회 후반기 행정위원회 간사
- 1998.07 ~ 2002.06 제3대 서울특별시 노원구의회 의원
- 1998.07 ~ 2000.07 제3대 서울특별시 노원구의회 전반기 운영위원회 위원
- 1998.07 ~ 2000.07 제3대 서울특별시 노원구의회 전반기 재무건설위원회 위원
- 2000.07 ~ 2002.06 제3대 서울특별시 노원구의회 후반기 부의장
- 천주교 노원성당 사목위원
- 한나라당 서울시당 노원구 을 지구당 부위원장
- 2002.07 ~ 2006.06 제6대 서울특별시의회 의원
- 2002.08 ~ 2003.09 제6대 서울특별시의회 청계천복원사업특별위원회 위원
- 2003.03 ~ 2003.09 제6대 서울특별시의회 청계천복원사업특별위원회 간사
- 2002.07 ~ 2004.07 제6대 서울특별시의회 전반기 교통위원회 위원
- 2003.11 ~ 2004.10 제6대 서울특별시의회 지방자치발전특별위원회 간사
- 2004.07 ~ 2006.06 제6대 서울특별시의회 후반기 교통위원회 위원
- 2004.07 ~ 2006.06 제6대 서울특별시의회 한나라당 협의회 부위원장
- 2004.10 ~ 2006.06 제6대 서울특별시의회 후반기 예산결산특별위원회 위원
- 2004.11 ~ 2005.06 제6대 서울특별시의회 지방자치발전특별위원회 위원
- 2004.12 ~ 2005.06 제6대 서울특별시의회 지방자치발전특별위원회 위원장
- 2004.10 ~ 2005.10 제6대 서울특별시의회 청계천복원시민위원회 위원
- 2005.06 ~ 2005.12 제6대 서울특별시의회 지역균형발전지원특별위원회 위원
- 2005.08 ~ 2006.06 제6대 서울특별시의회 정책위원회 위원
- 2005.12 ~ 2006.06 제6대 서울특별시의회 여성특별위원회 위원
- 한나라당 서울시당 노원구 병 당원협의회 수석부위원장
- 2006.07 ~ 2010.06 제7대 서울특별시의회 의원
- 2006.07 ~ 2008.07 제7대 서울특별시의회 전반기 보건복지위원회 위원
- 2006.07 ~ 2008.07 제7대 서울특별시의회 전반기 예산결산특별위원회 위원장
- 2007.10 ~ 2008.10 제7대 서울특별시의회 전반기 윤리특별위원회 위원
- 2008.07 ~ 2010.06 제7대 서울특별시의회 후반기 교육문화위원회 위원장
- 여의도연구소 정책자문위원
- 2010 ~ 2012.02 한나라당 중앙당 부대변인
- 2012.02 ~ 2014 새누리당 중앙당 부대변인
- 2015.02 ~ 2016.02 새누리당 서울특별시당 노원구 병 당원협의회 운영위원장

## 역대 선거 결과
|  | 28.70% |

|  | 42.01% |

|  | 52.60% |

|  | 55.08% |

|  | 40.10% |

|  | 47.82% |

|  | 46.14% |